# 公開市場
公開市場（こうかいしじょう）とは経済学用語の一つ。公開市場というのは金融市場であるが、そこでは不特定多数の人間が集まって資金の賃借や有価証券の売買を行っている市場のことである。参加するためには特定の条件や資格も必要でないということとなっている。このことから公開市場での金利や価格というのは、需要と供給の原理によって定まってくるということである。